# Geratal
Schwarzatal est une municipalité allemande du land de Thuringe, dans l'arrondissement d'Ilm, au centre de l'Allemagne.

## Quartiers
- Geschwenda

## Personnalités liées à la ville
- Johann Peter Kellner (1705-1772), musicien mort à Gräfenroda.
- Carl Wernicke (1848-1905), neurologue et psychiatre mort à Dörrberg.